# 346721 Panchengdong
346721 Panchengdong è un asteroide della fascia principale. Scoperto nel 2009, presenta un'orbita caratterizzata da un semiasse maggiore pari a 2,589280 UA e da un'eccentricità di 0,124680, inclinata di 10,973818° rispetto all'eclittica.